# Apeiroedru
În geometrie un apeiroedru este un poliedru format din fețe sau figuri ale vârfului care nu sunt plane, permițând figurii să se extindă la infinit fără a se îndoi pentru a forma o suprafață închisă.
Multe sunt direct legate de un fagure uniform convex, fiind suprafața poligonală a unui fagure cu unele dintre celule eliminate. Caracteristic, un poliedru infinit împarte spațiul tridimensional în două jumătăți. Dacă o jumătate este considerată solidă (interior), figura este numită uneori fagure parțial.

## Apeiroedre regulate
Conform lui Coxeter, în 1926 John Flinders Petrie a generalizat conceptul de poligoane strâmbe regulate (poligoane necoplanare) la poliedre strâmbe (apeiroedre) regulate.
Coxeter și Petrie au găsit trei dintre acestea care umplu spațiul tridimensional:
| Apeiroedre regulate | Apeiroedre regulate | Apeiroedre regulate  |
| ------------------- | ------------------- | -------------------- |
| {4,6\|4} mucub      | {6,4\|4} muoctaedru | {6,6\|3} mutetraedru |

Există, de asemenea, apeiroedre chirale de tipurile {4,6}, {6,4} și {6,6}. Aceste apeiroedre sunt  izogonale, izotoxale și  izoedrice, dar nu și simetrice în oglindă.(Schulte 2004)
În afară de spațiul tridimensional euclidian, în 1967 C. W. L. Garner a publicat un set de 31 de apirogoane regulate în spațiul hiperbolic tridimensional.

## Pseudopoliedrele regulate Gott
J. Richard Gott a publicat în 1967 un set șapte apeiroedre pe care le-a numit „pseudopoliedre regulate”: cele trei de la Coxeter ( {4,6}, {6,4} și {6,6} ) și patru noi: {5,5}, {4,5}, {3,8}, {3,10}.
Gott a relaxat definiția regularității pentru a corespunde noilor sale figuri. Unde Coxeter și Petrie au cerut ca vârfurile să fie simetrice, Gott a cerut doar ca acestea să fie congruente. Ca urmare, noile exemple ale lui Gott nu sunt regulate după definiția lui Coxeter și Petrie.
Gott a denumit setul complet de poliedre regulate, pavări regulate și pseudopoliedre regulate drept „poliedre regulate generalizate”, reprezentabile printr-un simbol Schläfli {p,q}, cu fețe p-gonale, câte q în jurul fiecărui vârf. Totuși, nici termenul „pseudopoliedru” și nici definiția lui Gott a regularității nu au o utilizare largă.
În anii 1960 cristalograful A.F. Wells a publicat și el o listă de apeiroedre. În 1998 Melinda Green a publicat multe altele.
| {p,q}  | Celule în jurul vârfului                 | Vârfuri fețe | Ansamblu spațial | Grup spațial       | Grup spațial    | Grup spațial      | Înrudite în H2 notația orbifold |
| {p,q}  | Celule în jurul vârfului                 | Vârfuri fețe | Ansamblu spațial | Grup spațial cubic | Notație Coxeter | Notație fibrifold | Înrudite în H2 notația orbifold |
| ------ | ---------------------------------------- | ------------ | ---------------- | ------------------ | --------------- | ----------------- | ------------------------------- |
| {4,5}  | 3 cuburi                                 |              |                  | Im3m               | [[4,3,4]]       | 8°:2              | *4222                           |
| {4,5}  | 1 octaedru trunchiat 2 prisme hexagonale |              |                  | I3                 | [[4,3+,4]]      | 8°:2              | 2*42                            |
| {3,7}  | 1 octaedru 1 icosaedru                   |              |                  | Fd3                | [[3[4]]]+       | 2°−               | 3222                            |
| {3,8}  | 2 cuburi snub                            |              |                  | Fm3m               | [4,(3,4)+]      | 2−−               | 32*                             |
| {3,9}  | 1 tetraedru 3 octaedre                   |              |                  | Fd3m               | [[3[4]]]        | 2+:2              | 2*32                            |
| {3,9}  | 1 icosaedru 2 octaedre                   |              |                  | I3                 | [[4,3+,4]]      | 8°:2              | 22*2                            |
| {3,12} | 5 octaedre                               |              |                  | Im3m               | [[4,3,4]]       | 8°:2              | 2*32                            |

### Forme prismatice
| Formă prismatică: {4,5} |

Există două forme „prismatice”:
1. {4,5}: 5 pătrate la un vârf (Două pavări pătrate paralelele conectate prin goluri cubice.)
2. {3,8}: 8 triunghiuri la un vârf (Două pavări triunghiulare paralelele conectate prin goluri octaedrice.)

### Alte forme
{3,10} este format din plane paralele de pavări triunghiulare, cu goluri octaedrice alternante mergând în ambele sensuri.
{5,5} este compus din 3 pentagoane coplanare în jurul unui vârf și două pentagoane perpendiculare care umplu golul.
Gott a recunoscut, de asemenea, că există și alte forme periodice ale teselărilor plane regulate. Atât pavarea pătrată {4,4} cât și pavarea triunghiulară {3,6} pot fi curbate în cilindri aproximativi infiniți în spațiul tridimensional.

### Teoreme
Gott este autorul câtorva teoreme:
1. Pentru fiecare poliedru regulat {p,q}: (p-2)*(q-2)<4. Pentru fiecare teselare regulată: (p-2)*(q-2)=4. Pentru fiecare pseudopoliedru regulat: (p-2)*(q-2)>4.
2. Numărul de fețe care înconjoară o față dată este p*(q-2) în orice poliedru generalizat regulat.
3. Orice pseudopoliedru regulat aproximează o suprafață curbată negativ.
4. Cele șapte pseudopoliedre regulate sunt structuri care se repetă.

## Apeiroedre uniforme
Există multe alte apeiroedre uniforme (izogonale). Wachmann, Burt și Kleinmann (1974) au descoperit multe exemple, dar nu se știe dacă lista lor este completă. Câteva sunt ilustrate aici. Ele pot fi denumite după configurația vârfurilor, deși nu există o denumire unică.
| 4.4.6.6                                  | 4.4.6.6                                  | 6.6.8.8                                  |
| ---------------------------------------- | ---------------------------------------- | ---------------------------------------- |
|                                          |                                          |                                          |
| Legate de fagurele cubic cantitrunchiat, | Legate de fagurele cubic cantitrunchiat, | Legate de fagurele cubic runcicantic,    |
| 4.4.4.6                                  | 4.8.4.8                                  | 3.3.3.3.3.3.3                            |
|                                          |                                          |                                          |
| Legate de fagurele cubic omnitrunchiat:  |                                          |                                          |
| 4.4.4.6                                  | 4.4.4.8                                  | 3.4.4.4.4                                |
|                                          |                                          | · Legat de fagurele cubic runcicantic. · |

| 4.4.4.4.4  | 4.4.4.6    |
| ---------- | ---------- |
| · Legat de | · Legat de |

Altele pot fi construite ca lanțuri augmentate de poliedre:
|                                 |                 |
| Elice Boerdijk–Coxeter uniformă | Stivă de cuburi |